# Farkasaszó község
Farkasaszó község (románul: Comuna Fărcașa) község Máramaros megyében, Romániában. Központja Farkasaszó, beosztott falvai Oláhtótfalu, Szamosújfalu, Tomány.

## Népessége
A 2011-es népszámlálás adatai alapján a község népessége 4015 fő volt.